# Marvin McNutt
Marvin McNutt (St. Louis, 4 luglio 1989) è un ex giocatore di football americano e allenatore di football americano statunitense che ha giocato nel ruolo di wide receiver nella National Football League (NFL).

## Carriera
Al college ha giocato a football all'Università dell'Iowa.
Il 28 aprile 2012, McNutt fu scelto nel corso del sesto giro (194º assoluto) del Draft NFL 2012 dai Philadelphia Eagles. Nella sua stagione da rookie disputò 4 partite e il 14 maggio 2013 fu svincolato.
Il 15 maggio 2013, McNutt firmò con i Miami Dolphins, ma fu svincolato il successivo 31 agosto senza giocare alcuna partita. Firmo quindi con i Carolina Panthers, con cui giocò però una sola partita.

## Statistiche
| Partite totali      | 5 |
| Partite da titolare | 0 |